# كين كوفمان
كين كوفمان (بالإنجليزية: Kenn Kaufman)‏ هو كاتب وعالم طيور أمريكي، ولد في 1954 في ساوث بند في الولايات المتحدة.